# Rogberga socken
Rogberga socken i Småland ingick i Tveta härad, ingår sedan 1971 i Jönköpings kommun i Jönköpings län och motsvarar från 2016 Rogberga distrikt.
Socknens areal är 73,76 kvadratkilometer, varav land 71,17. År 2000 fanns här 3 485 invånare. Tätorten Tenhult samt kyrkbyn Rogberga med sockenkyrkan Rogberga kyrka ligger i socknen. 

## Historik
Rogberga sockens historia sträcker sig från yngre stenålder, medan den administrativa enheten Rogberga socken inte uppstått förrän tidigast under vikingatid. Det första omnämnandet i skriftliga källor är från 1250, och det finns ett flertal omnämnande från resten av medeltiden. Vid medeltidens slut var jordägandet i socknen delat mellan kyrka, adel och framförallt skattebönder. Socknen, eller åtminstone sockenkyrkan, förefaller ha varit mycket rik fram till Gustaf Vasas hårda beskattning under 1500-talet. I socknen fanns länge Tveta härads tingsplats, Ingaryd.
Under 1600-talet levde Rogbergas historiskt sett mest kände person, Mickel Jönsson. Han var skogvaktare på gården Tenhult och ledde under Kalmarkriget de lokala bönderna i ett bakhåll på en dansk styrka, som nedgjordes.
1800-talet innebar stora förändringar i Rogberga socken. Mest dramatiskt var kanske öppnandet av en järnväg mellan Nässjö och Jönköping (Jönköpingsbanan), med station på mark som tillhört gården Tenhult. Där växte snart ett samhälle fram som blev centralort i socknen.
Vid kommunreformen 1862 övergick socknens ansvar för de kyrkliga frågorna till Rogberga församling och för de borgerliga frågorna till Rogberga landskommun.
Två företeelser gav kommunen en särprägel under perioden från mitten av 1800-talet till mitten av 1900-talet: Dels väckelsen och frikyrkorörelsen, som gav socknen det första missionshuset i Småland och inte mindre än fyra missionsförsamlingar och två pingstförsamlingar, dels de många skolorna: Förutom folkskolorna i Rogberga, Tenhult, Hult och Hundshult fanns Tenhults lantmannaskola, Tenhults Lanthushållsskola, Bergsätra internatskola och en kort period även en halmflätningsskola.
Rogberga landskommun inkorporerades 1952 i Tenhults landskommun, tillsammans med Barnarp, Ödestugu och Öggestorps landskommuner. I kommunreformen 1971 uppgick denna i Jönköpings kommun. Församlingen uppgick 2006 i Rogberga-Öggestorps församling.
1 januari 2016 inrättades distriktet Rogberga, med samma omfattning som församlingen hade 1999/2000.  
Socknen har tillhört samma fögderier och domsagor som Tveta härad. De indelta soldaterna tillhörde Jönköpings regemente, Livkompaniet och Smålands grenadjärkår, Jönköpings kompani.

## Geografi
Rogberga socken ligger närmast söder om Huskvarna kring Tenhultsdalen. Socken består av odlingsbygd i dalen i norr, och söder om höglandsbranten skogs- och mossmarker med höjder som i söder når 329 meter över havet.

## Fornlämningar

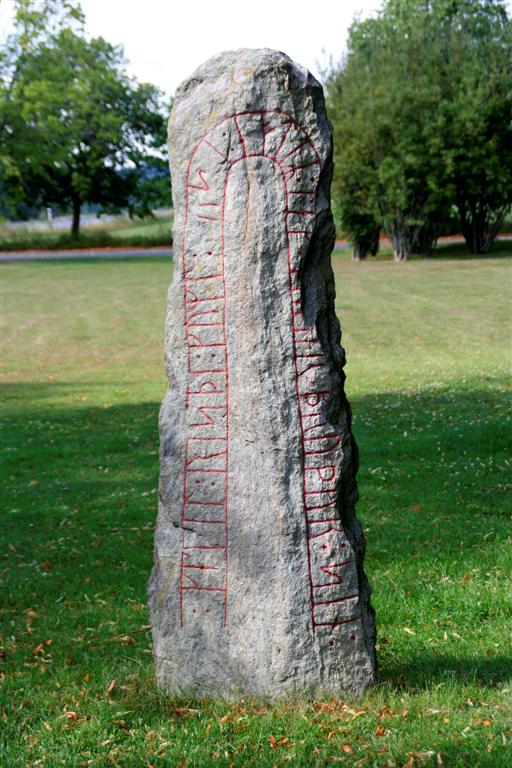
Runsten Sm 121 vid Rogberga kyrka.

Känt från socknen är fyra gravfält med stensättningar från äldre och yngre järnåldern, samt en runsten (Sm 121)vid kyrkan.

## Namnet
Namnet (1250 Rugbiarger ) kommer från kyrkbyn. Förleden är råg och efterleden berg (plural), sålunda "rågbergen". De bördiga markerna kring Rogberga kyrka kan tänkas ha givit goda rågskördar. Vilka berg som åsyftas är mindre självklart, men möjligen avses åsen utmed östra sockengränsen (och nuvarande Huskvarnavägen), samt de högre liggande områdena från Lönneberg i socknens nordvästra hörn och söderut utmed västra sockengränsen. Agertz (2007) skriver dock att det inte är ovanligt att pluralformer används för ortnamn även om ordet syftar på en enda företeelser; efterleden kan då syfta på endera av de nämnda höjderna, eller kanske på den platå där Rogberga ligger.

### Fotnoter
1. 1 2  Svensk Uppslagsbok andra upplagan 1947–1955: Rogberga socken
2. 1 2  Harlén, Hans; Harlén Eivy (2003). Sverige från A till Ö: geografisk-historisk uppslagsbok. Stockholm: Kommentus. Libris 9337075. ISBN 91-7345-139-8
3. ↑  ”Församlingar”. Statistiska centralbyrån. https://www.scb.se/hitta-statistik/regional-statistik-och-kartor/regionala-indelningar/forsamlingar/. Läst 30 december 2022.
4. ↑  Administrativ historik för Rogberga socken (Klicka på församlingsposten). Källa: Nationella arkivdatabasen, Riksarkivet.
5. ↑  Indelta soldater, torp och rotar i Jönköpings län Arkiverad 24 januari 2012 hämtat från the Wayback Machine. Jönköpingsbygdens Genealogiska Förening
6. 1 2  Sjögren, Otto (1931). Sverige geografisk beskrivning del 2 Östergötlands, Jönköpings, Kronobergs, Kalmar och Gotlands län. Stockholm: Wahlström & Widstrand. Libris 9939
7. 1 2  Nationalencyklopedin
8. ↑  Fornlämningar, Statens historiska museum: Rogberga socken
9. ↑  Fornminnesregistret, Riksantikvarieämbetet: Rogberga socken Fornminnen i socknen erhålls på kartan genom att skriva in sockennamn (utan "socken") i "Ange geografiskt område"
10. ↑  Agertz, Jan (2007). Ortnamn i och runt undersökningsområdet trafikplats Öggestorp. I Häggström, Leif (ref.) "Öggestorp och Rogberga. Vägar till småländsk förhistoria." Jönköpings läns museum.
11. ↑  Mats Wahlberg, red (2003). Svenskt ortnamnslexikon. Uppsala: Institutet för språk och folkminnen. Libris 8998039. ISBN 91-7229-020-X. https://isof.diva-portal.org/smash/get/diva2:1175717/FULLTEXT02.pdf